# Supersantos
Supersantos è il secondo album del cantautore italiano Alessandro Mannarino, pubblicato nel 2011 dalla Leave srl e distribuito dalla Universal Music.

## Tracce
Testi e musiche di Alessandro Mannarino.
1. Rumba magica – 4:23
2. Serenata lacrimosa – 3:34
3. Statte zitta – 4:02
4. Quando l'amore se ne va – 3:48
5. L'era della gran publicitè – 2:50
6. Serenata silenziosa – 3:28
7. Maddalena – 5:17
8. Marylou – 4:15
9. Merlo rosso – 3:52
10. L'onorevole – 6:10
11. L'ultimo giorno dell'umanità – 4:08
12. Donna fugata – 3:39

## Classifiche
| Paese  | Posizione raggiunta |
| ------ | ------------------- |
| Italia | 17                  |